# Luchaa Mohamed Lamin
Luchaa Mohamed-Lamin (17 de diciembre de 1952  - 16 de marzo de 2013), también conocido como Obeid Luchaa, fue un político saharaui, diplomático y cofundador del Frente Polisario, movimiento de liberación nacional que lucha por la autodeterminación para el Sahara Occidental. Una de sus hijas es Nadhira Mohamed, protagonista de la película española Wilaya.

## Trayectoria
Luchaa Mohamed-Lamin nació en Esmara, en la entonces Sahara español. Realizó sus estudios primarios y secundarios en Esmara y desde 1967 en El Aaiún. Cuando era joven se involucró en el Movimiento para la Liberación de Saguia el Hamra y Wadi el Dhahab (en árabe, Harakat Tahrir ) dirigido por Muhammad Bassiri. En mayo de 1972, organizó con El Uali Mustafa Sayed y Mahfoud Ali Beiba las primeras manifestaciones saharauis en Tan-Tan, siendo luego uno de los participantes en el congreso fundador del Frente Polisario en Zuérate, el 10 de mayo de 1973. 
Desde julio de 1973 hasta noviembre de 1974, formó parte del Comité de Información del Frente Polisario, a cargo de la versión en español de la revista "20 de mayo". En agosto de 1974, fue elegido miembro del Buró Político en el II Congreso de la organización. Desde diciembre de 1974 hasta su fallecimiento, formó parte del Comité de Relaciones Exteriores del Frente Polisario.  
En 1975, Idi Amin lo encarceló en Kampala con Mohamed Lamine Ould Ahmed y Habib Boukhreis, cuando intentaron representar al Frente Polisario en una cumbre de ministros de Asuntos Exteriores de la Organización para la Unidad Africana en la capital de Uganda. 
En abril de 1977, fue nombrado primer embajador de la República Árabe Saharaui Democrática (RASD) en Angola, también Representante del Frente Polisario para el Sur de África. En marzo de 1981, se trasladó a Madrid como representante del Frente Polisario en España. Regresó a los campos de refugiados de la provincia de Tinduf en noviembre de 1982 y permaneció allí hasta febrero de 1986. En febrero de 1987, fue nombrado embajador de la RASD en la República Federativa Socialista de Yugoslavia, permaneciendo en ese cargo hasta junio de 1989. Entre mayo de 1991 y septiembre de 1993, fue Representante del Frente Polisario para los países nórdicos, con sede en Estocolmo. De noviembre de 1994 a diciembre de 1999 fue observador durante el proceso de identificación de la MINURSO para el referéndum de autodeterminación, y de septiembre de 2001 a diciembre de 2006, Delegado del Frente Polisario para las islas Canarias. El 3 de julio de 2008, fue nombrado nuevamente embajador de la RASD en Angola. El 4 de julio de 2009 presentó su carta de credenciales como embajador no residente en Namibia.

## Muerte
Luchaa Mohamed-Lamin murió de cáncer de pulmón en el Hospital Universitario de Gran Canaria Doctor Negrín en Las Palmas de Gran Canaria, Islas Canarias, España, en el que estuvo hospitalizado durante meses. Fue enterrado en el cementerio de los campos de refugiados saharauis de la Wilaya de Esmara, el 24 de marzo. 

## Citas
Algunas citas seleccionadas:  
- "El Frente Polisario tiene que ir de la mano con el pueblo saharaui y no al revés."
- "Si queremos hablar sobre realismo, hagámonos una pregunta, ¿qué es más realista aceptar el hecho consumado de una ocupación ilegal o defender los dictados del derecho internacional?"
- "La solidaridad como movimiento ideológico no es exportar sistemas, sino dejar que la gente decida su destino."